# Stiftung Ja zum Leben
Die Stiftung Ja zum Leben ist eine Stiftung der Lebensrechtsbewegung, die sich in Kampagnen und durch Unterstützung von Institutionen, Vereinen und Personen primär gegen Schwangerschaftsabbrüche einsetzt. Die Stiftung ist Mitglied im Bundesverband Lebensrecht.

## Geschichte,  Organisation und Ziele
Die Stiftung wurde 1988 von Johanna Gräfin von Westphalen und ihrem Sohn Friedrich Wilhelm Graf von Westphalen gegründet. Es handelt sich um eine gemeinnützige Stiftung bürgerlichen Rechts mit Sitz in München. Die Stiftung finanziert ihre Arbeit aus Spenden und Zustiftungen.
Geleitet wird die Stiftung von den Vorstandsmitgliedern, Marie Elisabeth Hohenberg, Tochter von Johanna Gräfin von Westphalen, ihrem Mann Nikolaus Hohenberg sowie Emanuel Prinz zu Salm-Salm. Außerdem besteht ein Stiftungsrat, besetzt durch Consuelo Gräfin von Ballestrem, Josef Dohrenbusch, Elisabeth Motschmann, Gloria von Thurn und Taxis und Hartmut Steeb.
Die Stiftung fördert Schwangerenberatungsstellen, die sich ohne staatliche Unterstützung finanzieren müssen, weil sie keine Beratungsscheine für straffreie Abtreibungen nach §7 Schwangerschaftskonfliktgesetz ausstellen.

### Projekte
Die Stiftung fördert nach eigenen Angaben überregional Projekte, im Jahr 2019 wurden 66 Einzelprojekte gefördert.
- Bekannt wurde die Stiftung mit der Aktion „Tim lebt!“, die sich gegen Spätabtreibungen richtete.
- Die langjährige Zusammenarbeit mit dem Schwangerenberatungsprojekt „1000plus“ (gemeinsam mit den Vereinen Pro Femina und Die Birke)[3] wurde Ende 2019 beendet, die Förderung aber aufrechterhalten.[4]
- 2019 startete die Stiftung das eigene Projekt „Sei Lebensbotschafter!“.[5]
- 2020 finanzierte die Stiftung die Produktion der deutschen Synchronfassung des Films Unplanned von Carry Solomon und Chuck Konzelman.[6]

## Stiftungspreis
Die Stiftung verleiht seit 1991 in unregelmäßigen Abständen einen mit 10.000 Euro dotierten Preis für Persönlichkeiten, Initiativen und Institutionen, die sich in besonderer Weise für den Schutz der ungeborenen Kinder und die Förderung der Familie eingesetzt haben. Zu den bislang 25 Preisträgern (Stand 2020) zählen u. a. Karin Struck (1991), Siegfried Ernst (1992), Beda Müller (1995), Silvia Matthies (2000), Georg Paul Hefty (2005), Christa Meves (2007) und Pro Femina e.V. (2011).
Im Jahr 2020 wurden die Vorsitzende der Christdemokraten für das Leben Mechthild Löhr und die österreichische FamilienAllianz mit dem Preis ausgezeichnet.

## Publikationen
Die Stiftung gibt seit 1998 einen Stiftungsbrief heraus, der vierteljährlich erscheint (sowohl online im PDF-Format als auch gedruckt) und über praktizierten Lebensschutz, geförderte Projekte und aus dem Stiftungsalltag informiert, sowie seit 2019 die Publikationsserie Human Rights Talk mit Zusammenfassungen über wissenschaftliche Themen aus dem Bereich des Menschenrechts auf Leben, die ebenfalls vierteljährlich erscheint.